# 摩司科特 (肯塔基州)
摩司科特（英語：Mount Olivet），是美国肯塔基州的一座城市。建立于1851年，面积约为1平方公里（0.4平方英里）。根据2010年美国人口普查，该市的人口为299人。